# 诺沃塞利察 (米尔霍罗德区)
50°6′48″N 33°43′47″E / 50.11333°N 33.72972°E
诺沃塞利察（烏克蘭語：Новоселиця）是烏克蘭的村落，位於該國中部波爾塔瓦州，由米爾霍羅德區科梅什尼亚市镇負責管轄，處於普肖爾河左岸，距離切雷夫基、巴庫米夫卡和德维雷茨0.5公里，海拔高度135米，2001年人口6。